# والتر دندی
والتر ادوارد دَندی (انگلیسی: Walter Edward Dandy؛ ۶ آوریل ۱۸۸۶ – ۱۹ آوریل ۱۹۴۶) دانشمند در زمینه جراح مغز و اعصاب و دانشمند اهل ایالات متحده آمریکا بود. او به همراه ویکتور هورسلی (۱۸۵۷–۱۹۱۶) و هاروی ویلیام کوشینگ (۱۸۶۹–۱۹۳۹) یکی از بنیانگذاران جراحی مغز و اعصاب در نظر گرفته می‌شود. دَندی با اکتشافات و نوآوری‌های متعدد در جراحی مغز و اعصاب، از جمله شرح گردش مایع مغزی-نخاعی در مغز، درمان جراحی هیدروسفالی، اختراع ونتریکولوگرافی با هوا، پنوموآنسفالوگرافی، شرح آندوسکوپی مغز، تأسیس نخستین بخش مراقبت‌های ویژه و انجام نخستین کلیپینگ آنوریسم درون‌جمجمه‌ای شناخته می‌شود که منجر به تولد علمِ جراحی عروقی مغز شد.
دندی در طول ۴۰ سال فعالیت پزشکی خود، پنج کتاب و بیش از ۱۶۰ مقاله با داوری همتا منتشر کرد، در حالی که جراحی‌های مغز و اعصاب تمام وقت و پیشگامانه ای را هم در همان هنگام انجام می‌داد به نحوی که در سال‌های اوج خود، تعداد جراحی‌هایش به حدود ۱۰۰۰ عمل در سال می‌رسید. او در آن زمان به عنوان یک جراح فوق‌العاده سریع و به‌شدت ماهر شناخته شد. دندی در تمام دوران پزشکی خود با دانشکده پزشکی دانشگاه جانز هاپکینز و بیمارستان جانز هاپکینز همکاری داشت. اهمیت مشارکت‌های متعدد او در حوزهٔ جراحی مغز و اعصاب به‌طور خاص و علمِ پزشکی به‌طور کلی با تکامل رشته جراحی مغز و اعصاب بیش از پیش مشهود است.